# María Belén Potassa
María Belén Potassa (Cañada Rosquín, 12 dicembre 1988) è una calciatrice argentina, attaccante del Fundación Albacete e della nazionale argentina.

## Carriera

### Nazionale
Nel 2019 ha preso parte con la nazionale argentina al campionato mondiale.

## Palmarès

### Nazionale
- Campionato sudamericano femminile di calcio: 1

2006